# Campionati italiani invernali di nuoto 2019
I XXII Campionati italiani invernali di nuoto (nome ufficiale Campionato italiano open in vasca lunga) si sono svolti a Riccione dal 12 al 14 dicembre 2019. È stata utilizzata la vasca da 50 metri.

## Podi

### Uomini
| Evento       | Oro                          | Tempo    | Argento               | Tempo    | Bronzo                | Tempo    |
| Stile libero |                              |          |                       |          |                       |          |
| 50 m         | Luca Dotto                   | 21"99    | Leonardo Deplano      | 22"11    | Alessandro Miressi    | 22"18    |
| 100 m        | Alessandro Miressi           | 48"22    | Ivano Vendrame        | 48"38    | Santo Condorelli      | 48"55    |
| 200 m        | Stefano Ballo                | 1'47"22  | Filippo Megli         | 1'47"54  | Mattia Zuin           | 1'47"65  |
| 400 m        | Gabriele Detti               | 3'47"04  | Marco De Tullio       | 3'47"18  | Matteo Ciampi         | 3'47"41  |
| 800 m        | Gabriele Detti               | 7'51"93  | Matteo Lamberti       | 7'57"62  | Alessio Occhipinti    | 7'59"20  |
| 1500 m       | Gregorio Paltrinieri         | 14'42"66 | Alessio Occhipinti    | 15'11"65 | Matteo Lamberti       | 15'13"40 |
| Dorso        |                              |          |                       |          |                       |          |
| 50 m         | Matteo Milli Simone Sabbioni | 25"17    |                       |          | Niccolò Bonacchi      | 25"40    |
| 100 m        | Simone Sabbioni              | 53"87    | Christopher Ciccarese | 54"30    | Matteo Milli          | 54"56    |
| 200 m        | Matteo Restivo               | 1'56"47  | Luca Mencarini        | 1'56"58  | Christopher Ciccarese | 1'58"86  |
| Rana         |                              |          |                       |          |                       |          |
| 50 m         | Nicolò Martinenghi           | 26"96    | Fabio Scozzoli        | 27"34    | Federico Poggio       | 27"44    |
| 100 m        | Nicolò Martinenghi           | 58"75 -  | Federico Poggio       | 59"58    | Fabio Scozzoli        | 59"80    |
| 200 m        | Edoardo Giorgetti            | 2'09"73  | Luca Pizzini          | 2'11"31  | Andrea Castello       | 2'13"87  |
| Farfalla     |                              |          |                       |          |                       |          |
| 50 m         | Thomas Ceccon                | 23"63    | Piero Codia           | 23"72    | Matteo Rivolta        | 23"78    |
| 100 m        | Piero Codia                  | 52"10    | Matteo Rivolta        | 52"38    | Federico Burdisso     | 52"51    |
| 200 m        | Federico Burdisso            | 1'55"11  | Matteo Pelizzari      | 1'57"96  | Giacomo Carini        | 1'58"18  |
| Misti        |                              |          |                       |          |                       |          |
| 200 m        | Alberto Razzetti             | 2'00"09  | Lorenzo Glessi        | 2'01"19  | Noè Ponti             | 2'01"37  |
| 400 m        | Pier Andrea Matteazzi        | 4'17"53  | Lorenzo Tarocchi      | 4'17"78  | Federico Turrini      | 4'23"45  |

### Donne
| Evento       | Oro                                 | Tempo    | Argento                  | Tempo    | Bronzo                  | Tempo    |
| Stile libero |                                     |          |                          |          |                         |          |
| 50 m         | Silvia Di Pietro                    | 24"95    | Federica Pellegrini      | 25"18    | Nicoletta Ruberti       | 25"54    |
| 100 m        | Federica Pellegrini                 | 53"95    | Silvia Di Pietro         | 54"95    | Paola Biagioli          | 55"32    |
| 200 m        | Federica Pellegrini                 | 1'56"36  | Paola Biagioli           | 1'59"83  | Sara Gailli             | 2'00"55  |
| 400 m        | Stefania Pirozzi                    | 4'10"09  | Anna Chiara Mascolo      | 4'11"16  | Giulia Salin            | 4'11"55  |
| 800 m        | Simona Quadarella                   | 8'26"26  | Martina Rita Caramignoli | 8'27"92  | Giulia Salin            | 8'34"42  |
| 1500 m       | Simona Quadarella                   | 15'57"18 | Martina Rita Caramignoli | 16'04"62 | Giulia Salin            | 16'20"98 |
| Dorso        |                                     |          |                          |          |                         |          |
| 50 m         | Silvia Scalia                       | 28"49    | Carlotta Zofkova         | 28"62    | Francesca Pasquino      | 28"69    |
| 100 m        | Margherita Panziera                 | 59"75    | Carlotta Zofkova         | 1'00"64  | Francesca Pasquino      | 1'01"41  |
| 200 m        | Margherita Panziera                 | 2'06"59  | Erika Francesca Gaetani  | 2'12"83  | Giulia Ramatelli        | 2'13"30  |
| Rana         |                                     |          |                          |          |                         |          |
| 50 m         | Benedetta Pilato                    | 30"08    | Martina Carraro          | 30"52    | Arianna Castiglioni     | 30"77    |
| 100 m        | Martina Carraro Arianna Castiglioni | 1'07"20  |                          |          | Ilaria Scarcella        | 1'08"00  |
| 200 m        | Francesca Fangio                    | 2'24"26  | Ilaria Scarcella         | 2'28"70  | Natalia Foffi           | 2'29"84  |
| Farfalla     |                                     |          |                          |          |                         |          |
| 50 m         | Silvia Di Pietro                    | 26"41    | Elena Di Liddo           | 26"58    | Ilaria Bianchi          | 26"93    |
| 100 m        | Elena Di Liddo                      | 57"84    | Ilaria Bianchi           | 58"18    | Claudia Tarzia          | 59"50    |
| 200 m        | Stefania Pirozzi                    | 2'09"76  | Anna Pirovano            | 2'11"95  | Roberta Piano Del Balzo | 2'12"71  |
| Misti        |                                     |          |                          |          |                         |          |
| 200 m        | Sara Franceschi                     | 2'13"59  | Luisa Trombetti          | 2'15"58  | Anita Gastaldi          | 2'16"90  |
| 400 m        | Ilaria Cusinato                     | 4'41"04  | Sara Franceschi          | 4'43"26  | Luisa Trombetti         | 4'47"00  |